# علم مقاطعة كولومبيا البريطانية

علم مقاطعة كولومبيا البريطانية
نسبة العلم: 3:5

علم مقاطعة كولومبيا البريطانية عرض العلم في يوم 14 يونيو من سنة 1960 ويتكون العلم من أربعة خطوط متموجة بيضاء وثلاثة خطوط متموجة زرقاء ترمز إلى موقع المقاطعة بين جبال روكي والمحيط الهادئ الشمس تمثل حقيقة أن كولومبيا البريطانية هي مقاطعة كندية تقع في غرب البلاد.